# Chvosjtsjin
Chvosjtsjin (Russisch: Хвощин) is een plaats (choetor) in de Russische oblast Koersk, district Koerski, selsovjet Lebjazjenski.

## Geografie
Chvosjtsjin ligt op het Centraal-Russisch Plateau, in het stroomgebied van Mlodat (de linker zijrivier van de Sejm), 13 km ten zuidoosten van Koersk, 2,5 km van de selsovjetcenter – Tsjerjomoesjki.

### Klimaat
Net als in de rest van het district, is het lokale klimaat vochtig continentaal, met significante regenval gedurende het hele jaar (Dfb volgens de klimaatclassificatie van Köppen).

## Inwonersontwikkeling
| Jaar | Aantal inwoners |
| ---- | --------------- |
| 2002 | 131             |
| 2010 | 123             |

Opmerking: Volkstelling

## Economie en infrastructuur
Er zijn 51 huizen in de plaats.

### Verkeer
Chvosjtsjin ligt 6 km van de Europese weg E38 (Oekraïne – Rusland – Kazachstan).
1. Anpilogovo · 1. Bezlesnoje · 1. Koerasovo · 1. Krasnikovo · 1. Mokva · 1. Pisklovo · 1. Sjemjakino · 1. Tsvetovo · 1. Vinnikovo · 2. Anpilogovo · 2. Bezlesnoje · 2. Boekrejevo · 2. Koerasovo · 2. Krasnikovo · 2. Mokva · 2. Nizjnjaja Medveditsa · 2. Pisklovo · 2. Sjemjakino · 2. Vinnikovo · Aleksandrovka · Aleksandrovka · Aljabjevo · Aljabjevo · Barysjnikovo · Belomestnoje · Berjozka · Besedino · Bezobrazovo · Boekrejevka · Boekrejevka · Boekrejevo · Boekrejevskije Vyselki · Bolsjoje Loekino · Bolsjoje Maltsevo · Bolsjoje Sjoemakovo · Brezjnevo · Chalino · Chardikovo · Chmelevaja · Choroezjevka · Chrenovets · Chvosjtsjin · Chvostovo · Demino · Denisovo · Doebovets · Doebovets · Doechovets · Doechovets · Doernevo · Dolgoje · Dronjajevo · Frolovka · Glebovo · Gnezdilovo · Goloebitskoje · Gorodisjtsje · Gremjatsjka · Iskra · Ivanovka · Ivanovka · Jakoenino · Jekaterinovka · Jelkovo · Jerjomino · Jeskovo · Joebilejny · Kalinin · Kamenevo · Kamenevo · Kamysji · Karasevka · Kasinovski · Kastornaja · Kirejevka · Kislino · Kizilovo · Kljoekva · Kljoekvinski · Koekoejevka · Koeritsa · Koerkino · Koetepova · Koevsjinnoje · Kolodnoje · Konevo · Korelovo · Krasny Pachar · Lazoerny · Lebjazje · Lipovets · Lisovo · Majkovo · Majskaja Zarja · Malachovo · Malaja Sjoemakovka · Malinovy · Maloje Loekino · Maloje Maltsevo · Marsjala Zjoekova · Melnikov · Michajlovo · Mlodat · Moeravlevo · Moeravlevo · Moerynovka · Mosjkino · Nartovo · Nikolajevka · Nikolajevka · Nizjneje Bartenevo · Nizjnekasinovo · Nizjnjaja Medveditsa · Nizjnjaja Zabolot · Novoposelenovka · Novoretsjenski · Novosjolovski · Nozdratsjevo · Oesjakovo · Otresjkovo · Ovsjannikovo · Pachomovo · Pasjino · Pasjkovo · Petrin · Petrovskoje · Pimenovo · Podlesny · Polevaja · Poljanskoje · Postojalyje Dvory · Potapovo · Pronskoje · Radino · Rassylnaja · Razinkovo · Reoetov · Rogovka · Rysjkovo · Sablin · Sacharovka · Samorjadovo · Sapogovo · Selichovy Dvory · Semidesny · Semjonovka · Semjonovka · Sjagarovo · Sjechovtsovo · Schoeklinka · Sjoemakov · Sjtsjetinka · Smorodnoje · Sotnikovo · Stepnoi · Tatarenkova · Tjoply · Tsjaplygina · Tsjerjomoesjki · Tsjoejkova · Tsjoerilovo · Toetovo · Tolmatsjovo · Tolmatsjovo · Toporok · Troitsa · Verchneje Bartenevo · Verchneje Goetorovo · Verchnekasinovo · Verchnjaja Medveditsa · Verchnjaja Zabolot · Verjovkino · Vinnikovo-Nikolajevka · Vinogrobl · Vodjanoje · Voloboejevka · Voloboejevo · Voloboejevo · Vorontsovo · Vorosjnevo · Voskresenovka · Vvedenskoje · Zapovedny · Zjerdevo · Zjerebtsovo · Zjiljajevo · Zjoeravlin · Zoebkov · Zorino · Zorino · Zvjagintsevo